# Італійська бджола
Італійська бджола — (Apis mellifera ligustica) — підвид бджоли медоносної. Інші назви: Італійка, Лігурійські бджоли.

## Походження
Італійська порода бджіл, походить з континентальної частини Італії, Апеннінського півострова, на південь від Альп, північніше від Сицилії. Ймовірно, даний підвид пережив останню Льодовикову еру на території Італії. Підвид генетично відмінний від бджіл із Піренейського півострова, та із Сицилії. Це найпоширеніша порода з-поміж усіх медоносних бджіл, здатна адаптуватися до більшості кліматичних умовах, від субтропіків до прохолодного, не так успішно, але існує у вологих тропічних регіонах. Іноді цю породу бджіл називають Лігурійськими бджолами.
Італійські бджоли сформувалися в теплому кліматі центральної частини Середземномор'я з сухим літом, тривалим періодом медозбору і м'якою вологою зимою. Тому в північних широтах, де довга сувора зима і затяжна весна з частими поворотними похолоданнями бджоли не так добре пристосовані і розведення їх у цих умовах представляє значні труднощі. Вони не утворюють щільного клубу бджіл, тому за зиму мають спожити більше корму, щоб компенсувати великі втрати тепла нещільного клубу. Слабка зимівля і велика схильність до нозематозу і падевого токсикозу стримує поширення цієї породи в помірній і північній зонах. Вже для широти північних штатів США сім'ї італійських бджіл не такі витривалі, а навесні не так швидко нарощують силу, як країнські та кавказькі бджоли, як це було досліджено під час випробування різних порід у штаті Айова. Звичка вирощувати пізній осінній розплід також збільшує споживання меду.

## Анатомія
- Колір: черевце має коричневі і жовті смуги (від 3 до 5, в залежності від штамів). Серед різних штамів італійських бджіл, є три різних кольори: замшевий; яскраво-жовтий (золотистий); і дуже блідо-жовтий (кордівський).
- Розмір: їх тіла мають менші розміри, маса плідної матки в середньому 210мг. Волоски на тілі коротші, ніж у більшості північних темних медоносних бджіл.
- Довжина хоботка: від 6,3 до 6,6 мм
- Середній кубітальний індекс: від 2,2 до 2,5

## Стійкість до хвороб
Немає чітких доказів того, що італійська порода бджіл більш стійка до кліщів, ніж північні темні бджоли. Також менш стійкі до нозематозу, ніж європейські темні бджоли. Не здатні утримувати фекалії в кишечнику протягом тривалого часу, і потребують очисних обльотів протягом зими. Вони уражаються паразитним кліщем Varroa destructor, трахейними кліщами і бактеріальними захворюваннями: європейський гнилець, американський гнилець, крейдяним розплодом, та іншими захворюваннями медоносних бджіл.

## Характеристики

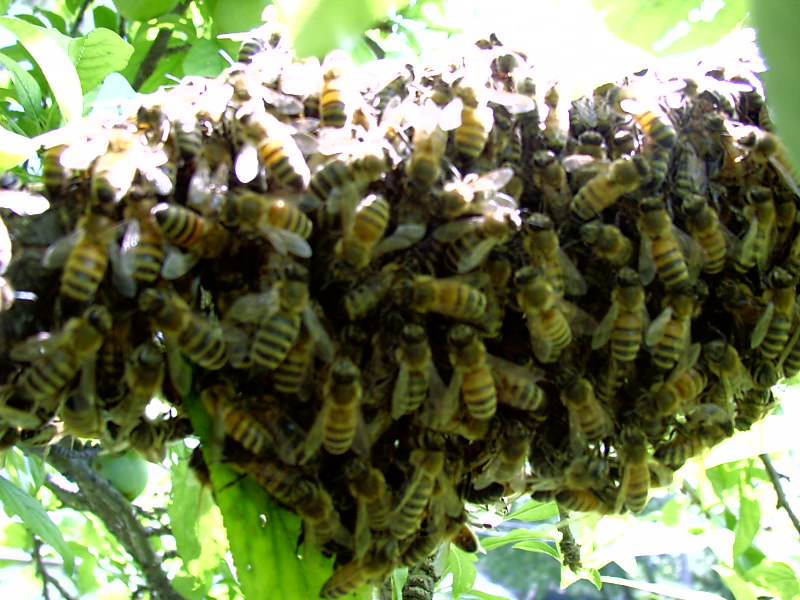
Рій італійських бджіл на гілці

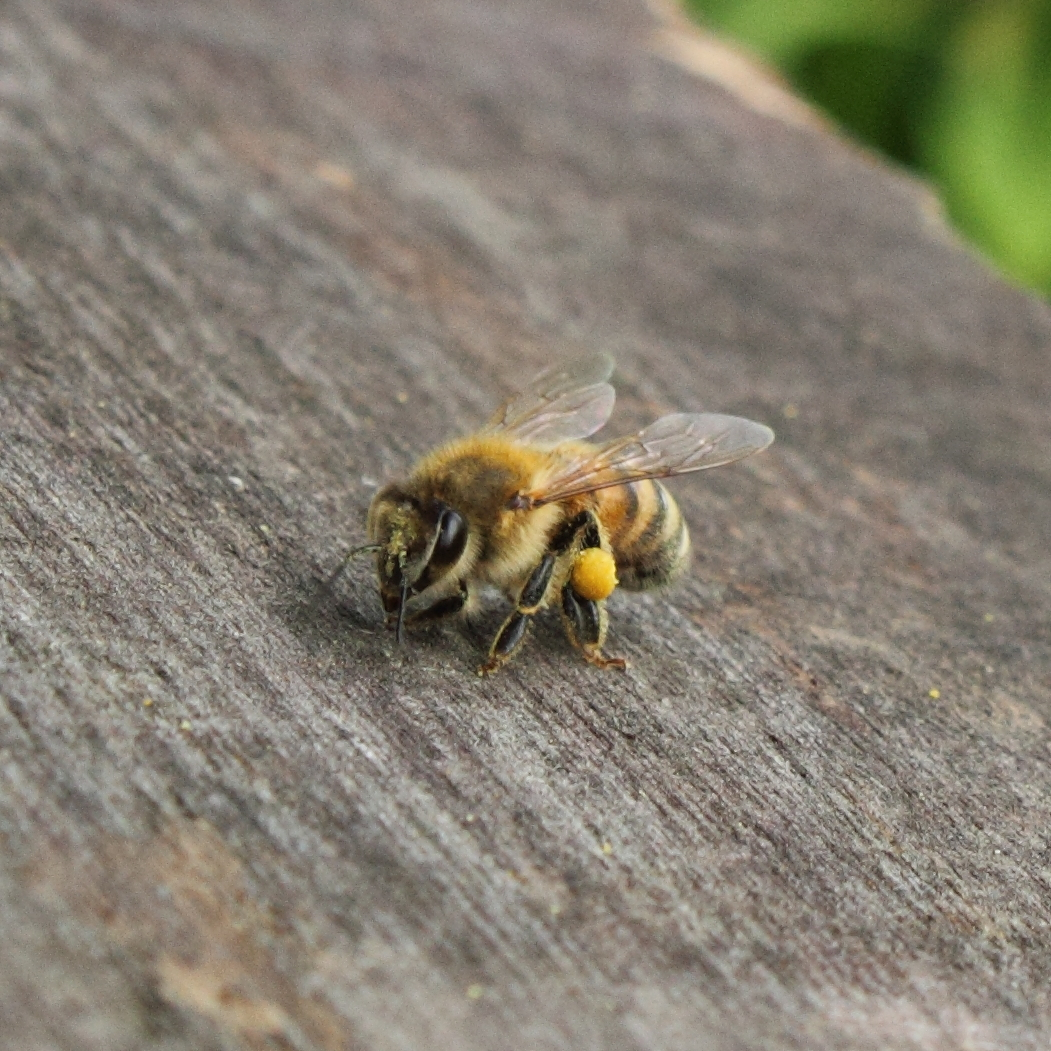
Італійська бджола з пилковим обніжжям

Бджоли італійської породи відносно миролюбні (але після схрещування з іншими породами ця характеристика щезає) і спокійно залишаються на стільниках при розбиранні вулика, у цьому відношенні поступаються тільки країнським і кавказьким бджолам. Не терплять личинок воскової молі і більш стійкі в порівнянні з іншими породами до європейського гнильцю. Ця стійкість пояснюється, в першу чергу, виключно розвиненим інстинктом очищувати власні гнізда, який сильніший у порівнянні з іншими породами бджіл. Роїння у італійських бджіл помірне, при застосуванні певних протиройових прийомів не викликає особливих проблем у пасічників.
Батьківщина цих бджіл — Апеннінський півострів, звідки вони широко поширилися до багатьох країн світу: США, Канади, Нової Зеландії, Австралії, Японії та інших. У США італійські бджоли потрапили в 1859 році, і з того часу витіснили з північноамериканського континенту майже всіх темних європейських бджіл, а також піддалися інтенсивній селекції.
В результаті селекції змінився зовнішній вигляд (колір тіла). Заводчики провели селекцію на посилення жовтизни на тергітах, як ознаки, дуже характерної і найбільш відмінної. Якщо у себе на батьківщині в Італії жовте забарвлення присутнє на першому, другому і частково на третьому тергітах (трьохсмугові італійки), то італійки американської селекції характеризуються додатковою жовтизною четвертого і навіть п'ятого тергіта (золотисті італійки).
Таким чином, італійська порода бджіл піддалася найбільшій селекції, у порівнянні з іншими породами бджіл. Її можна вважати наполовину заводською або навіть заводською породою.
Маса плідної матки в середньому 210 мг, за добу відкладає 2300-2500 яєць, стільники засіваються з ранньої весни до глибокої осені. Під час медозбору бджоли не обмежують матку в відкладанні, а навпаки, стимулюють її. Тому на ранніх медозборах відстають від інших порід по виходу товарної продукції, так як витрачають багато корму на розвиток розплоду.
Бджоли італійської породи мають найбільші розміри воскових дзеркалець, дещо менші вони у європейських темних бджіл, і найменші у сірих гірських кавказьких бджіл. Також характеризуються високорозвиненим будівельним інстинктом і тому відбудовують значну кількість стільників, коли запечатують мед, залишають повітряний простір між медом та восковою кришечкою, стільники із запечатаним медом мають привабливий товарний вигляд.
При тривалому хорошому медозборі, особливо всередині, або наприкінці сезону, дана порода бджіл проявляє високу продуктивність і тому зарекомендували себе в подібних умовах, як хороші збиральниці. Однак в умовах відносно слабкого медозбору (менше 30 кг меду за сезон на одну сім'ю) поступаються за цим показником сірим гірським кавказьким бджолам. Італійські бджоли дуже підприємливі при знаходженні нових джерел взятку, в зв'язку з цим схильні до бджолиної крадіжки.

### Сильні сторони
- дуже плідні, і здатні до швидкого розмноження[2]
- бджолині матки цієї породи відрізняється високою плодючістю, і відкладають до 2300-2500 яєць на добу
- охайність та старанність у виконанні внутрішніх робіт у вулику (яку деякі вчені вважають, що може бути позитивним фактором стійкості до хвороб)
- мало прополісують гнізда
- відмінні фуражири
- добре і якісно відбудовують стільники
- запечатують комірки з медом «сухою печаткою», і стільники мають привабливий товарний вигляд
- менше схильні до роїння, ніж інші породи бджіл
- гарна порода для районів, з безперервним конвеєром медоносів і постійним надходженням нектару, та сприятливих погодних умов протягом усього літа
- придатна для промислового бджільництва
- незлобливі
- швидко освоюють надставки
- схильні збирати нектар із квітів, а не падь (важливо для регіонів, де колір меду визначає ціну)[3]

### Слабкі сторони
- схильність до надмірного розплоду
- сприйнятливість до хвороб
- надмірне споживання запасів[3]
- більш схильні до блукання і грабунків, у порівнянні з іншими європейськими породами
- надмірна кількість розплоду сильний розплоду в кінці зими або ранньою весною часто призводить до великого споживання їжі, що виснажує бджіл до настання весняного тепла, і це призводить до повільного, або запізнілого розвитку сімей
- бджолиний розплід вирощується до того часу, поки в природі є взяток, пізні бджоли можуть не встигнути облітатися, і погано переживуть зиму
- схильні до збору нектару на малих відстанях від гнізда, у порівнянні із іншими породами бджіл, тому менш ефективні у районах із бідними джерелами нектару
- судячи з усього, йому не вистачає здатності до дозрівання вересковий мед перед герметизацією
- не пристосовані до холодних морських регіонів
- не придатні для регіонів із сильним весняним взятком
- не придатні для регіонів з періодами відсутності нектару в літню пору